# Ricardo Quaresma
Ricardo Andrade Quaresma Bernardo ComM (Lisboa, 26 de setembro de 1983) é um ex-futebolista português que jogava como extremo.
Em Portugal, é por vezes apelidado de "Mustang Português".

## Carreira

### Sporting CP
Estreou-se na equipa principal quando tinha apenas 17 anos, contra o Porto e pela mão de László Bölöni, na época de 2000–01, tendo Cristiano Ronaldo aparecido na época seguinte. Deu nas vistas devido às suas constantes fintas perante os adversários. No seu primeiro ano como sénior no Sporting fez a Dobradinha (conquista do Campeonato Nacional e da Taça de Portugal).
Na sua segunda época no Sporting confirmou todo o seu talento, sendo a primeira opção do treinador para as alas em detrimento de Cristiano Ronaldo. Em 2002–03, o Sporting ficou classificado no 3.º lugar a 17 pontos do Porto de Mourinho e na Taça de Portugal ficou-se pelos quartos de final, tendo perdido com a Naval. Os adeptos culparam László Bölöni por não ter apostado em Ricardo Quaresma e Cristiano Ronaldo ao mesmo tempo. Com o Sporting obrigado a facturar dinheiro, teve de vender Quaresma e Ronaldo. Quaresma foi para o Barcelona. O Sporting contratou para os seus lugares o brasileiro Fábio Rochemback, ao Barça, e o argentino Juan Casagrande, que esteve apenas 2 meses em Alvalade, saindo por empréstimo para os espanhóis do Alavés.

### FC Barcelona
No seu jogo de estreia, um amigável contra o Milan, marcou um golo tendo Ronaldinho, também recém-chegado, marcado outro. Durante o Euro 2004, afirmou não jogar mais no Barcelona enquanto lá estivesse Frank Rijkaard e alguns clubes europeus mostraram interesse no jogador. Mas o Porto levava vantagem porque o Barcelona estava muito interessado em Deco, ao início mostrou-se relutante em voltar a Portugal mas acabou mudando de ideias.

### FC Porto (primeira passagem)
Ingressou no Porto em 2004, com a venda de Deco ao Barcelona. Foi um jogador-chave na tática de Co Adriaanse contribuindo para a sua primeira Tripleta (conquista do Campeonato Nacional, Taça de Portugal e Supertaça Cândido de Oliveira). Mesmo assim, não conseguiu fazer parte dos escolhidos de Scolari para o Mundial de 2006.
Em 2006–07, conseguiu fazer uma época ainda melhor que as anteriores. Na Liga dos Campeões não teve tanta sorte. No entanto, ganhou a Bwin Liga com apenas um ponto de vantagem sobre o seu antigo clube, o Sporting.

### Internazionale
No dia 31 de agosto de 2008, assinou com a Internazionale até 2013.
Na Itália, não conseguiu mostrar o porquê da sua contratação, mostrando enormes dificuldades em adaptar-se a Serie A e a um campeonato mais competitivo. Entretanto, na temporada 2009–10, venceu a Serie A, a Copa da Itália, e a Liga dos Campeões mesmo sem estar em campo nas conquistas da sua equipa.

### Chelsea
Já no dia 2 de fevereiro de 2009, não havia sido inscrito para as oitavos de final da Liga dos Campeões 2008–09, pois estava conversando com Tottenham Hotspur sobre uma possível transferência, mas antes de fechar negócio, surgiu uma proposta de empréstimo oferecida pelo Chelsea com melhores valores que foram aceites pela Internazionale. No clube londrino, porém, atuou pouquíssimas vezes.

### Beşiktaş
Chegou à Inter depois de passar pelo Chelsea, mas não entrou nos planos de José Mourinho durante a última temporada.
Não foi convocado para a Seleção Portuguesa que disputou a Copa do Mundo de 2010 na África do Sul.

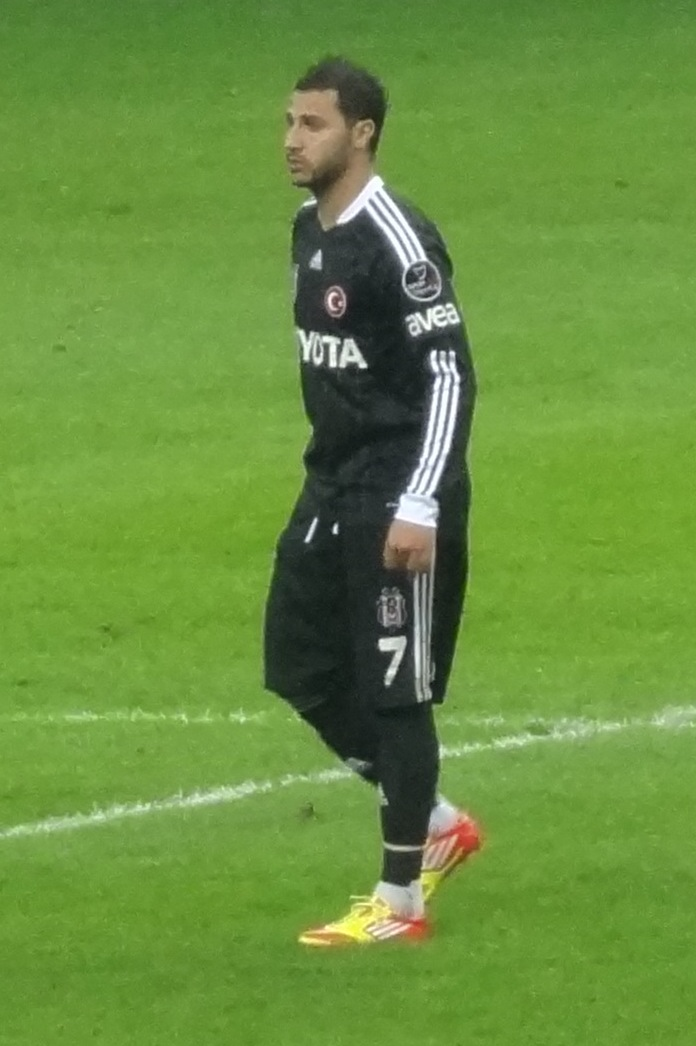
Ricardo Quaresma jogando pelo Besiktas

Em 13 de junho de 2010, fechou com o Beşiktaş, da Turquia, depois de longas e difíceis negociações com a Internazionale. 
O Beşiktaş pagou 7,3 milhões de euros com um contrato de três anos. Foi suspenso pelo clube após ter discutido com o então técnico Carlos Carvalhal no vestiário. O jogador rescindiu com o clube no dia 20 de dezembro de 2012, seis meses antes do final do seu contrato.
Em julho de 2015, regressou ao clube por cerca de cinco milhões de euros.

### Al-Ahli Dubai
Assinou pelo Al-Ahli no mercado de Inverno da época 2012–2013, tendo, no entanto, realizado apenas 10 jogos e marcado 2 golos, devido a uma lesão que contraiu e que o afastou dos relvados em Junho.
Acertou a rescisão com o Al-Ahli para assinar pelo Porto no dia 1 de janeiro de 2014.

### FC Porto (segunda passagem)
Foi apresentado como reforço do Futebol Clube do Porto no dia 1 de janeiro de 2014, ingressando a custo zero vindo do Al-Ahli, regressando assim ao clube que representou entre 2004 e 2008.

### Kasimpasa
Na época 2019/2020, foi apresentado como reforço do Kasimpasa da Turquia, clube que representou em 26 partidas oficiais.

### Vitória SC
Foi apresentado como reforço do Vitória SC no dia 7 de setembro de 2020, regressando assim ao seu país para representar o 3.º clube em Portugal. Após vestir a camisola dos conquistadores por 57 vezes e ter marcado 6 golos, anunciou a saída do clube dois anos após a sua apresentação. 

## Seleção Nacional
Tem sido chamado para a Seleção Portuguesa desde as camadas jovens. Em 2000, ganhou o Campeonato da Europa Sub-17. No Mundial de 2002, António Oliveira ainda pôs a hipótese de o convocar, causando grande polémica. A sua estreia na Seleção principal foi em junho de 2003, num amigável contra a Bolívia. Devido à sua lesão no pé direito em 2004, não pôde participar no Campeonato Europeu de Sub-21, no Euro 2004 e nas Olimpíadas de Atenas 2004. Foi convocado para apenas um jogo de apuramento para o Mundial de 2006 contra a Eslováquia, nem tendo sido seleccionado para o Mundial de 2006, o que gerou grande polémica por por parte da imprensa portuguesa. Em vez disso, foi convocado para o Europeu de Sub-21, que se realizou em Portugal. Na época de 2006–07, começou finalmente a ser chamado por Scolari onde agora forma uma dupla com Cristiano Ronaldo nas alas. Foi convocado para o Euro 2008. Mais tarde Portugal iria ser eliminado pela Alemanha.
Foi convocado em alguns jogos para a fase de qualificação para o Mundial de 2010, mas rapidamente perdeu a titularidade, ainda em 2008. Só foi convocado novamente em 2010, para a fase de qualificação do Euro 2012.
Volta a falhar uma convocatória para a Seleção Nacional, não tendo sido convocado para o Mundial de 2014, que se realizou no Brasil.
A 3 de outubro de 2014, voltou a ser convocado por Fernando Santos na que foi a primeira convocatória do novo selecionador, 
que substituiu Paulo Bento. Desde então, mantém o seu nome nas listas de convocados da seleção das quinas.
Foi convocado para o Euro 2016 na França. Em consequência, após a conquista do Campeonato Da Europa, a 11 de julho de 2016 foi 
feito Comendador da Ordem do Mérito.
Foi convocado para a Copa das Confederações em 2017, e no ano seguinte para a Copa do Mundo, onde marcou um impressionante golo de trivela, contra a Seleção do Irão.

## Estatísticas
| #   | Data                   | Local            | Adversário | Score | Resultado | Competição                  |
| --- | ---------------------- | ---------------- | ---------- | ----- | --------- | --------------------------- |
| 1.  | 24 de março de 2007    | Lisboa, Portugal | Bélgica    | 4–0   | Vitória   | Qualificação UEFA Euro 2008 |
| 2.  | 6 de fevereiro de 2008 | Zurique, Suíça   | Itália     | 1–3   | Derrota   | Amigável                    |
| 3.  | 11 de junho de 2008    | Genebra, Suíça   | Tchéquia   | 3–1   | Vitória   | Euro 2008                   |
| 4.  | 11 de outubro de 2014  | Paris, França    | França     | 2–1   | Derrota   | Amigável                    |
| 5.  | 29 de maio de 2016     | Porto, Portugal  | Noruega    | 3–0   | Vitória   | Amigável                    |
| 6.  | 8 de junho de 2016     | Lisboa, Portugal | Estónia    | 7–0   | Vitória   | Amigável                    |
| 7.  | 8 de junho de 2016     | Lisboa, Portugal | Estónia    | 7–0   | Vitória   | Amigável                    |
| 8.  | 25 de junho de 2016    | Lens, França     | Croácia    | 0–1   | Vitória   | Euro 2016                   |
| 9.  | 18 de junho de 2017    | Kazan, Rússia    | México     | 2–2   | Empate    | Taça das Confederações      |
| 10. | 25 de junho de 2018    | Saransk, Rússia  | Irã        | 1–1   | Empate    | Campeonato do Mundo de 2018 |

## Títulos
Sporting
- Primeira Liga: 2001–02
- Taça de Portugal: 2002
- Supertaça Cândido de Oliveira: 2002

Porto
- Primeira Liga: 2005–06, 2006–07, 2007–08
- Taça de Portugal: 2006
- Supertaça Cândido de Oliveira: 2004, 2006
- Taça Intercontinental: 2004

Chelsea
- Taça da Inglaterra: 2009

Internazionale
- Liga dos Campeões: 2009–10
- Serie A: 2009–10
- Copa da Itália: 2009–10

Beşikta
- Campeonato Turco: 2015–16, 2016–17
- Taça da Turquia: 2011

Seleção Portuguesa
- Euro Sub-17: 2000
- Campeonato Europeu: 2016

### Prémios individuais
- Futebolista Português do Ano: 2005 e 2006
- Dragão de Ouro - Futebolista do Ano: 2006
- Personalidade Portuguesa do Ano: 2007